# Bagsecg

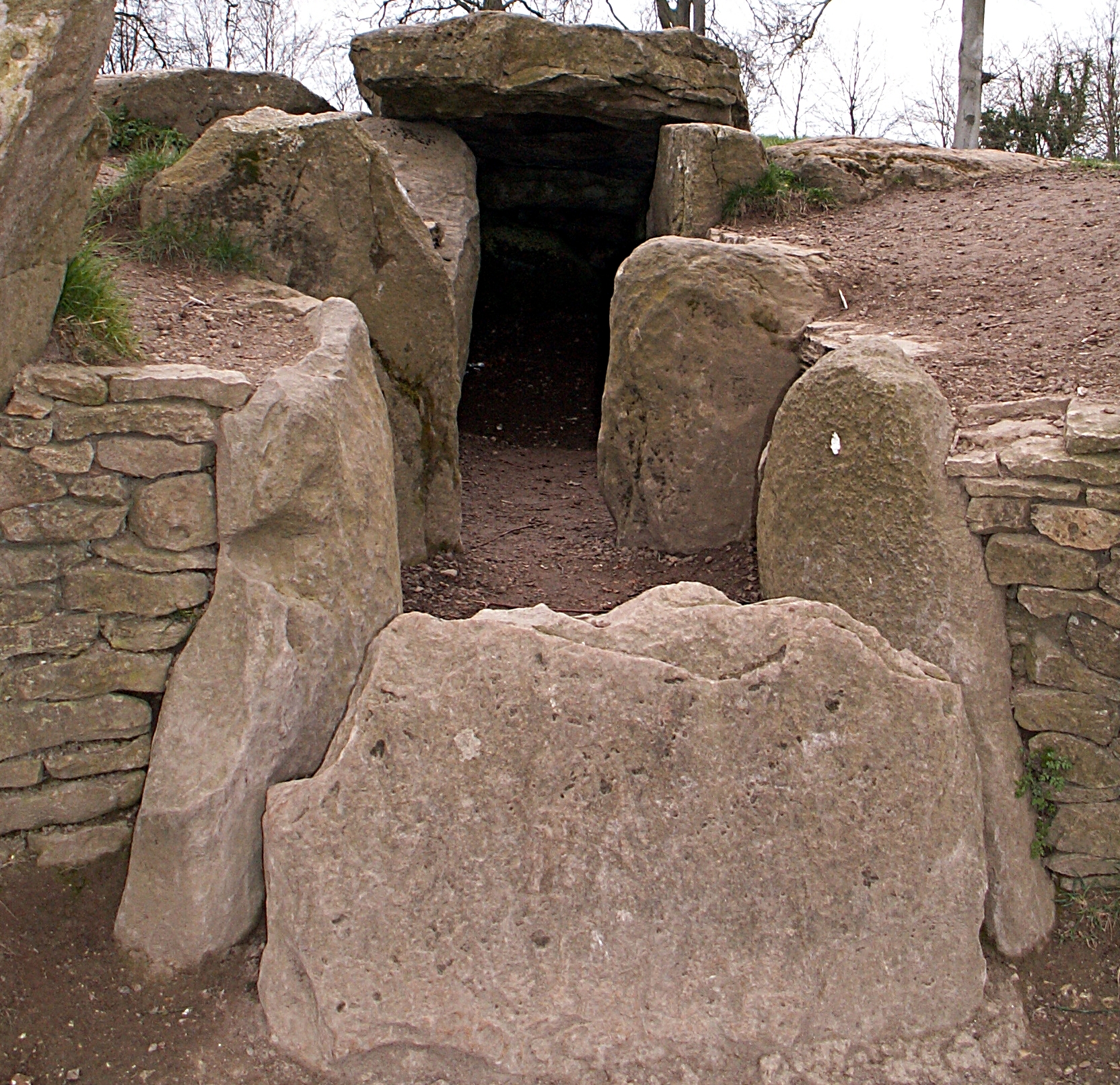
Waylands Smithy waar koning Bagsecg volgens oude vertellingen in Berkshire werd begraven.

Bagsecg (ook wel Bægsecg of Bagsec) (overleden op 8 januari 871) was een Vikingleider, die ook wel als 'koning' wordt aangeduid. Nadat Horik II was gestorven werd hij mogelijk koning van Denemarken. Hij regeerde Denemarken dan van ergens in de jaren 860 tot zijn dood in 871. 
Volgens sommige vertellingen kwam hij in 870 of 871 van Scandinavië naar Engeland. Hij leidde het Grote zomerleger naar Engeland, waar hij zijn strijdkrachten verenigde met het Grote heidense leger, dat in de vijf jaar er voor al een groot deel van oostelijk Engeland onder de voet had gelopen. 
Hij en Halfdan Ragnarsson werden vervolgens de gezamenlijke leiders van een Vikinginvasie van het Koninkrijk Wessex. Bagsecg werd gedood tijdens de slag van Ashdown, waar de Denen tegen een West-Saksisch leger onder leiding van de jongere broer van de koning, de toekomstige Alfred de Grote stonden.